# Studsvik
Studsvik AB ist ein schwedisches Nuklearunternehmen, das eine Reihe verschiedener Dienstleistungen mit Bezug auf die zivile Kernkraftnutzung anbietet. Das Unternehmen mit Hauptsitz in Nyköping unterhält Dependancen in Deutschland, dem Vereinigten Königreich, der Schweiz, den USA, China, Japan und den Vereinigten Arabischen Emiraten. Aktien von Studsvik werden an der Börse Stockholm gehandelt. Das Unternehmen ist nach dem gleichnamigen Ort Studsvik benannt, dessen Name wiederum auf das Torp Stutvik zurückgeht, welches zum nahegelegenen Herrenhof Hånö gehörte.

## Geschichte

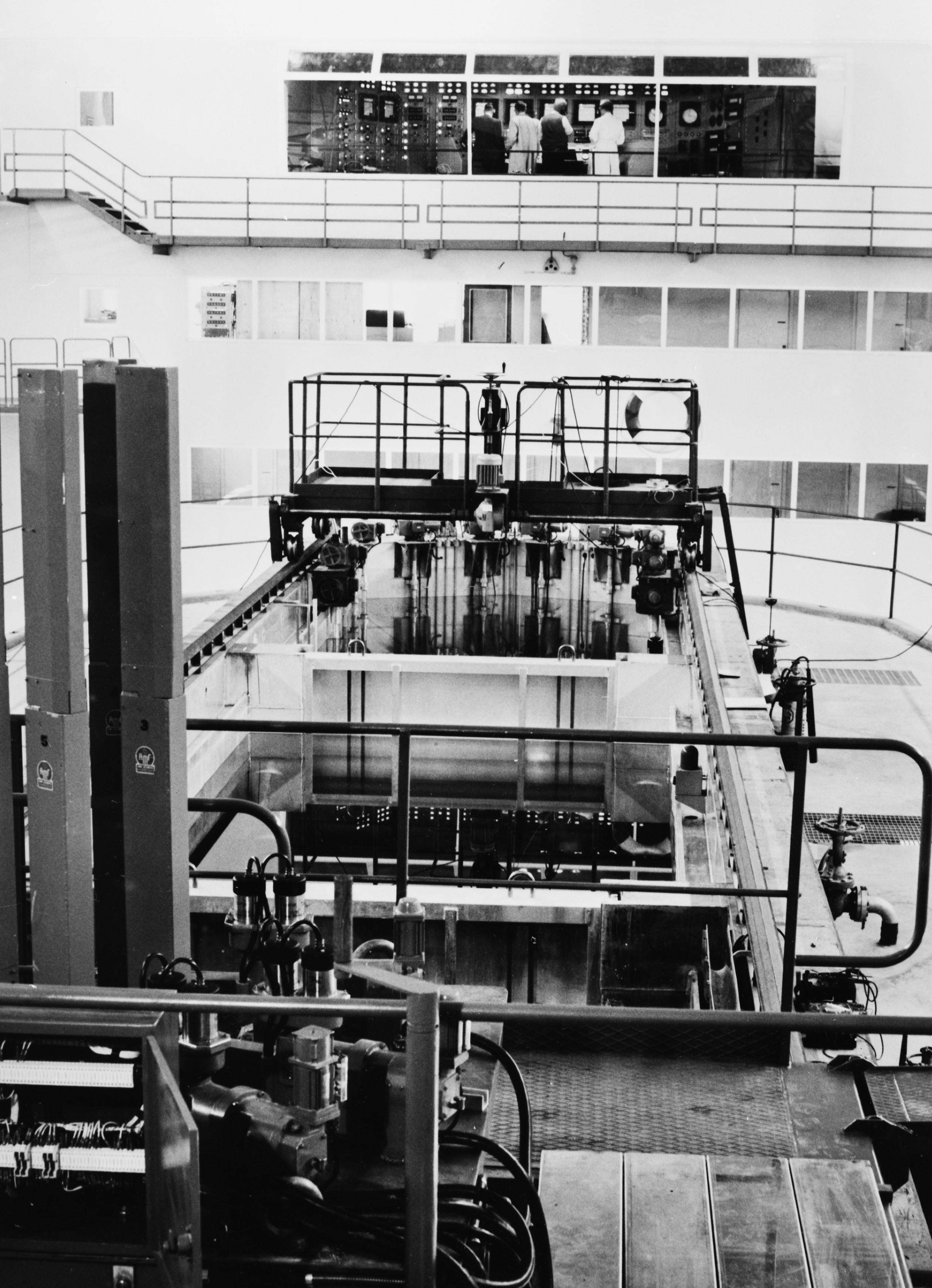
Reaktor R2 in Studsvik

Studsvik wurde 1947 unter dem Namen AB Atomenergi gegründet und unterstand nach der Gründung der schwedischen Regierung. Der Zweck der Gesellschaft, die gemeinschaftlich durch den schwedischen Staat, einzelne öffentliche und private Versorger und Industrieunternehmen gehalten wurde, bestand in der Entwicklung, dem Bau und dem Betrieb von Forschungsreaktoren. AB Atomenergi entwickelte und baute den ersten Kernreaktor Schwedens, den R1, der im Juli 1954 in Betrieb ging. Er wurde zu Forschungszwecken bis 1970 betrieben.
Das Unternehmen war auch an der Entwicklung des Schwerwasserreaktors für das Kernkraftwerk Ågesta beteiligt, das erste schwedische Atomkraftwerk zur Erzeugung elektrischer Energie. Der Reaktor in Ågesta sollte nebenbei auch Material für das schwedische Kernwaffenprogramm liefern. Zur Gewinnung von Brennstoff wurde auch die Ranstad-Uranmine zwischen Skövde und Falköping betrieben. Im Jahr 1978 wurde die Firma in Studsvik Energiteknik AB geändert, die endgültige Bezeichnung Studsvik AB wurde 1987 angenommen. Diese Umbenennung geschah in Anlehnung an die Ortschaft Studsvik bei Nyköping, wo die ersten Versuchsreaktoren des Unternehmens errichtet wurden. Im Mai 2001 erfolgte ein Börsengang an der Stockholmer Börse.
Studsvik bietet Softwarelösungen zur Auslegung und Planung von Kernreaktoren und Beratungsleistungen für den Rückbau kerntechnischer Anlagen, den Strahlenschutz und das Abfallmanagement für Atommüll an. Das Unternehmen führt im Kundenauftrag Untersuchungen an Kernbrennstoffen durch und plant und begleitet Transporte von hochradioaktivem Material auf dem Land-, See- und Luftweg. Der Geschäftsbereich Studsvik Isotopes liefert Strahlenquellen an medizinische und industrielle Anwender. Die Produkte werden in den eigenen Heißen Zellen zusammengestellt und an den Abnehmer überführt. Zu den Kunden zählt auch das Medizintechnikunternehmen Elekta. Weiterhin werden Beratungsleistungen an Unternehmen des Öl- und Gassektors und der sonstigen Montanindustrie angeboten, die sich auf den Umgang mit natürlichen Strahlungsquellen beziehen.